# Men, Women & Children
Hombres mujeres y niños es una película estadounidense que trata sobre cómo internet ha cambiado la forma de vivir de un grupo de estudiantes de secundaria, y de sus padres.

## Argumento
Ambientada en un pequeño pueblo de Texas, esta película sigue a varias familias mientras luchan en el mundo actual obsesionado con la tecnología. Su comunicación, autoimagen y relaciones se ven afectadas por la era tecnológica, lo que agrava las dificultades sociales habituales que la gente ya encuentra. Estos son la cultura de los videojuegos, la anorexia, la infidelidad, la caza de popularidad y la abundancia masiva de material ilícito disponible en Internet. Cada personaje y relación se ponen a prueba.
Don y Helen Turby son un matrimonio sexualmente insatisfecho. Helen comienza a tener aventuras a través del sitio web Ashley Madison, mientras que Don encuentra un servicio de escort. Don y Helen continúan sus aventuras hasta que Don descubre el perfil de Helen en Ashley Madison y la confronta cuando llega a casa. Al día siguiente, ambos admiten haber tenido errores de juicio y acuerdan ignorar que los asuntos alguna vez sucedieron. Don y Helen tienen un hijo, un jugador de fútbol llamado Chris. Él ha estado viendo contenido pornográfico desde casi siempre. Sus preferencias se han hecho tan extremas que ahora no se puede excitar por contenido pornográfico que se consideraría 'normal' por los estándares sociales. Con la esperanza de lograr la excitación a través de "medios tradicionales", Chris intenta seducir a su compañera de clase y animadora Hannah. Hannah rompe con él. Hannah anhela ser popular y su madre, Donna, la ayuda en este objetivo administrando un sitio web basado en Hannah. En el centro comercial, un día los dos se encuentran con audiciones para una serie de televisión; sin embargo, Hannah está descalificada debido a las fotografías provocativas que su madre le había tomado y publicado en el sitio. Más tarde, Donna cierra el sitio y se da cuenta de lo perjudicial que es para Hannah.
Tim Mooney es una estrella de futbol de preparatoria que dejó el equipo por el divorcio de sus padres y el abandono de su madre. Tim ahora pasa la mayoría de su tiempo jugando un MMORPG. También ha empezado a creer, en referencia de las reflexiones de Carl Sagan sobre el Pálido Punto Azul, que la vida humana es insignificante en el contexto del universo. El padre de Tim, Kent, entretanto, empieza una relación con Joan Clint, madre de la compañera de clase de Tim, Hannah. Hannah quiere ser popular y tiene un sitio web que su madre, Joan, maneja. Ella toma fotos inapropiadas de si hija para subscriptores que piden sesiones de fotos privadas y por esto los productores no seleccionan a Hannah para el show. Cuando Joan le dice a Kent del sitio y de las sesiones de fotos privadas, él rompe con ella. Cuando él regresa a casa, Kent checa la computadora de Tim y encuentra unos comentarios lascivos sobre la madre de Tim en su historial de conversaciones, Kent confronta a Tim sobre esto, cancela su cuenta de juego, y le exige a Tim que regrese al equipo el año siguiente.
La actividad en línea de Brandy Beltmeyer es monitoreada por su madre sobre protectora, Patricia. Tim y Brandy empiezan una relación, que al principio pasa por dificultades porque Patricia ve los mensajes que Tim manda a Brandy y los borra. Tim y Brandy de cualquier modo se hacen pareja, manteniéndose en contacto por la cuenta de Tumblr secreta de Brandy. Mientras ella hace su chequeo regular de las redes sociales de Brandy, Patricia descubre las conversaciones con Tim e inmediatamente despoja a Brandy de sus beneficios de internet. Tim, molesto por su cuenta de juego cancelada, acude a Brandy por apoyo. Patricia, usando el teléfono de Brandy, intercepta sus mensajes, y haciéndose pasar por su hija, le dice a Tim que se aburrió de él y que bloqueará su número si él le envía otro mensaje. Tim, abatido, se causa una sobredosis de antidepresivos. Brandy se apura a llegar a la casa de Tim, donde ella y Kent lo encuentran en el piso inconsciente. Lo llevan al hospital rápidamente y él es estabilizado. Patricia encuentra a Brandy y rompe a llorar, dándose cuenta de que sus acciones casi le causan la muerte a Tim. Se va a casa y desconecta el aparato que usaba para poder ver los mensajes de texto de Brandy. Kent se da cuenta de que ha presionado a Tim y de lo difícil que es ser padre, así que vuelve a ponerse en contacto con Joan.
La compañera animadora de Hannah, Allison Doss, se ha estado matando de hambre durante meses durante el verano, con el apoyo de un grupo en línea. Su amor platónico de varios años, el jugador de fútbol Brandon Lender, finalmente se fija en ella. Ella comparte su primer beso con él y luego tiene relaciones sexuales con él ante su insistencia, lo que él trata con indiferencia y desinterés. Allison desarrolla un embarazo ectópico, que culmina en un aborto espontáneo debido a la desnutrición. Al darse cuenta de lo egoísta que es Brandon, Allison arroja una piedra por la ventana en medio de la noche. La película termina con el mensaje del narrador de que los humanos deben recordar ser amables unos con otros y apreciar la tierra.